# Eagle de aur

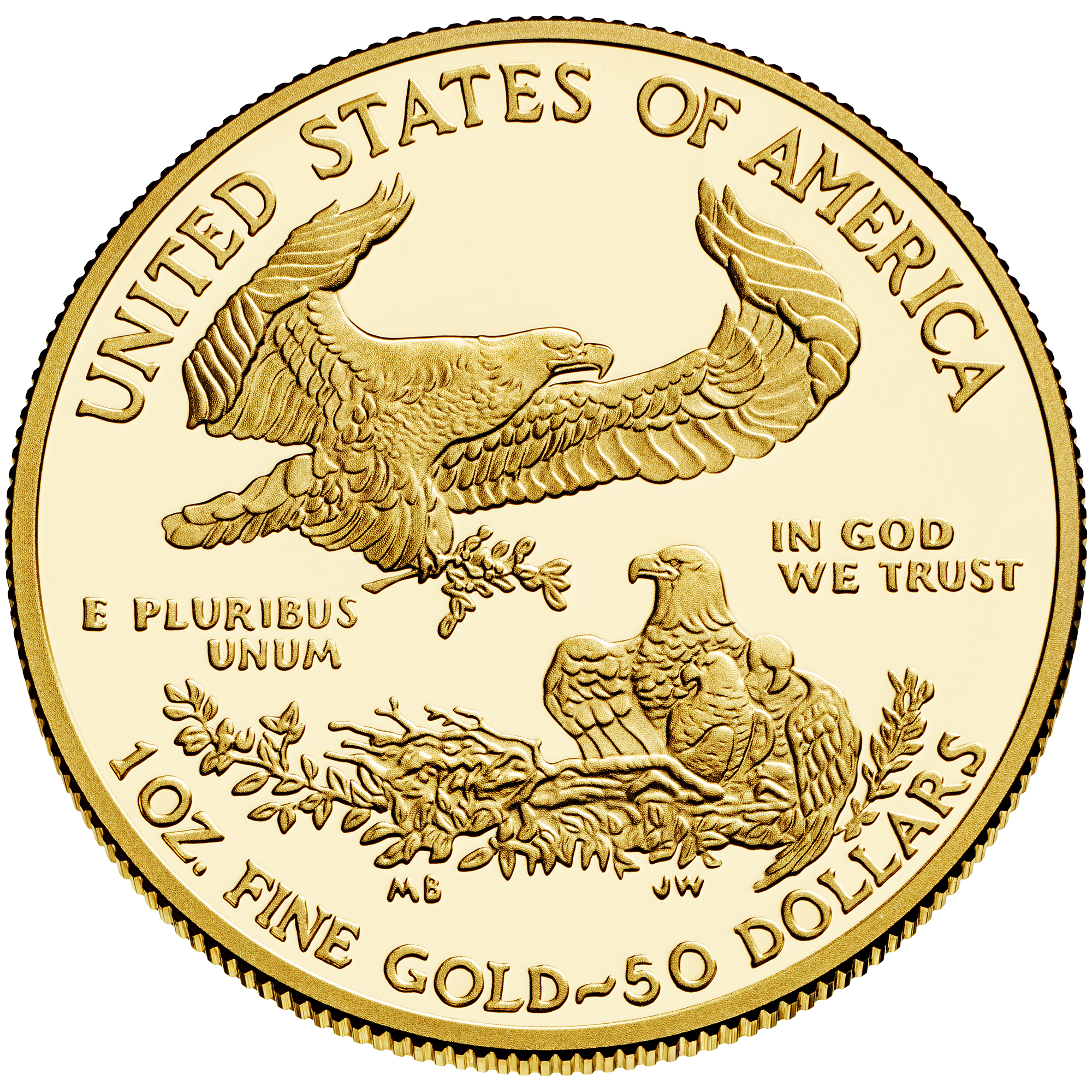
Moneda Eagle de Aur, cu valoarea nominală de 50 de dolari, revers.

Eagle de aur (în engleză American Gold Eagle) este o monedă nord-americană de aur care a fost bătută pentru prima oară în anul 1986. Moneda poate cântări 1/10, ¼, ½  și 1 uncie, având 22 de carate. Capul monedei este reprezentat de o femeie cu o ramură de măslin care simbolizează Libertatea, iar stema cu un vultur care coboară pe cuib. Valoarea monedei corespunde prețului actual al aurului pe piață. Moneda este bătută în West Point, (New York), SUA.
Aceste monede sunt garantate de către guvernul Statelor Unite să aibă greutatea declarată de aur fin, în uncii troy.
Eagle de aur american este emis cu diferite valori nominale, de la 5$ US la 50$ US. Fiecare din aceste  piese monetare conțin o anumită cantitate de aur fin, de la 1/10 de uncie troy la 1 uncie troy.
Este de remarcat faptul că pe reversul acestei monede sunt gravate ambele devize ale Statelor Unite ale Americii: „E pluribus unum” și „In God We Trust.
| Valoare nominală | Greutatea aurului fin (pur) | Greutatea brută a monedei (g) | Diametrul monedei (mm) | Grosimea monedei (mm) |
| ---------------- | --------------------------- | ----------------------------- | ---------------------- | --------------------- |
| 50$ US           | 1 uncie troy                | 33,9310                       | 32,70                  | 2,870                 |
| 25$ US           | 1/2 uncie troy              | 16,9660                       | 27,00                  | 2,150                 |
| 10$ US           | 1/4 uncie troy              | 8,4830                        | 22,00                  | 1,780                 |
| 5$ US            | 1/10 uncie troy             | 3,3930                        | 16,50                  | 1,260                 |

## Caracteristici
- Denumirea monedei: American Gold Eagle
- Anul ediției: 1986
- Titlul aliajului: 916,67 ‰.
- Masa monedei: 33,9310 g.
- Diametrul monedei: 32,70 mm.
- Grosimea monedei: 2,87 mm.
- Conținut de aur fin: 31,103 g (1 ozt).
- Finețea: 22 carate.
- Locul de batere: West Point, New York (Statele Unite ale Americii).
- Metal: aur.